# Sleeping My Day Away
"Sleeping My Day Away" er en single fra det danske rockband D-A-D, som er gruppens hidtil mest succesfulde sang. Den udkom i 1989 med "Ill Will" som B-side og efterfølgende på albummet No Fuel Left for the Pilgrims (1989).
Sangen er blevet indspillet i en coverversion af den danske duo Me & My på deres Fly High (2001) og af det tyske gotiske rockband Mono Inc. på deres album Pain, Love & Poetry (2008). Førstnævnte nåede den danske singlehitliste i én uge som nummer 20.
Nummeret blev certificeret Guld i juni 2019, og Platin i maj 2020.

## Musikvideo
Der blev optaget en musikvideo til sangen, som blev instrueret Andy Morahan, og den foregår primært i et soveværelse. Den blev sendt meget på musikkanalen MTV i tiden efter udgivelsen.

## Spor
1. "Sleeping My Day Away" - 4:22
2. "Ill Will" - 2:30

## Hitlister
| Hitliste (1989/1990)                 | Højeste placering placering |
| ------------------------------------ | --------------------------- |
| Australien (ARIA Charts)             | 63                          |
| UK Singles (Official Charts Company) | 87                          |
| US Album Rock Tracks (Billboard)     | 23                          |